# Pihâštullâssááh
Pihâštullâssááh (finska: Tervastulisaaret) är en ö i Finland. Den ligger i sjön Sulkusjärvi och Ikkerlompola och i kommunen Enare i den ekonomiska regionen Norra Lappland och landskapet Lappland, i den norra delen av landet, 1 000 km norr om huvudstaden Helsingfors.
Inlandsklimat råder i trakten. Årsmedeltemperaturen i trakten är −4 °C. Den varmaste månaden är juli, då medeltemperaturen är 14 °C, och den kallaste är februari, med −18 °C.